# Daoed Khan (Afghaans president)
Muhammad Daoed Khan (Pasjtoe: محمد داود خان) (Kabul, 18 juli 1909 - aldaar, 28 april 1978) was een Afghaanse sardar (prins) en staatsman. Daoed Khan behoorde tot de koninklijke familie van Afghanistan en was de neef en zwager van koning Mohammed Zahir Sjah.

## Levensloop
Daoed volgde een militaire opleiding in Frankrijk en Brits-Indië (het huidige India) en bekleedde sinds de jaren dertig diverse diplomatieke posten. In de jaren dertig was Daoed gouverneur. In 1939 bereikte hij de rang van luitenant-generaal van het leger. In 1953 werd Daoed Khan minister-president. Hij introduceerde een grootscheeps hervormingsplan. Met behulp van de Sovjet-Unie en de Verenigde Staten werd de Afghaanse infrastructuur verbeterd en werden er luchthavens aangelegd. Daarnaast zette Daoed zich in voor de vrouwenemancipatie. Vanwege de goede contacten die hij onderhield met de Sovjet-Unie werd hij wel de "Rode Prins" genoemd. In 1963 werd Daoed aan de kant geschoven door koning Zahir Sjah, die in 1965 Afghanistan een nieuwe grondwet gaf en verkiezingen hield. Volgens de nieuwe grondwet mochten naaste leden van de koninklijke familie geen ministersposten meer bekleden.
Vanaf het begin van de jaren zeventig zocht Daoed contact met de liberale politici, linkse intellectuelen maar vooral met militairen.

### Eerste president van Afghanistan
Op 17 juli 1973 pleegde Daoed met medewerking van enkele communisten en linkse militairen een staatsgreep die een einde maakte aan de monarchie. Daoed werd president en premier van de Republiek Afghanistan. Enkele linkse politici en militairen werden in de regering opgenomen, maar in 1975 alweer vervangen door conservatieve ministers en familieleden van Daoed Khan. In december 1976 mislukte een poging tot staatsgreep onder leiding van generaal Mir Achmad Shah, die was beraamd om hem aan de kant te zetten.
Begin 1977 nam de Loya jirga, de eerste traditionele vergadering van oudsten sinds de staatsgreep van 17 juli 1973, een nieuwe grondwet aan die van Afghanistan een eenpartijstaat maakte met de Nationale Revolutionaire Partij (HIM, Hezb-e Inqelab-e Milli) als enige toegestane partij. De sharia (islamitische wet) werd tot hoogste wet verklaard.
Als president streefde Daoed Khan naar neutraliteit. Een Afghaans lidmaatschap van de CENVO werd door hem afgewezen.
Op 28 april 1978 slaagden de linkse militairen majoor Aslam Watanjer en kolonel Abdoel Qadir alsnog in een staatsgreep. Daarbij werden president Daoed en zeventien van zijn familieleden en medewerkers werden geëxecuteerd en kwamen de pro-Russische communisten van de Democratische Volkspartij van Afghanistan aan de macht.

## Vondst lichaam en herbegrafenis
Lang heeft men in het duister getast over de plek waar de lichamen van Khan en de zijnen waren gebleven. In juli 2008 werd op aanwijzing van een generaal die in 1978 bij hun begrafenis was betrokken, in de regio Pul-e Charkhi ten oosten van Kaboel een massagraf blootgelegd. Op 4 december van dat jaar maakte het Afghaanse ministerie van volksgezondheid bekend dat was vastgesteld dat een van de 17 opgegraven lichamen dat van Khan was. Dit werd geconcludeerd op grond van gebitsgegevens en de nabijheid van een gouden Koran, die de president van de koning van Saoedi-Arabië had gekregen.
Op 17 maart 2009 werden de lichamen van Khan en 15 familieleden officieel herbegraven op een heuvel buiten Kabul, na een ceremonie in het voormalig presidentieel paleis waarbij naast nabestaanden ook president Hamid Karzai, ministers en generaals aanwezig waren.